# Christoph Kuch

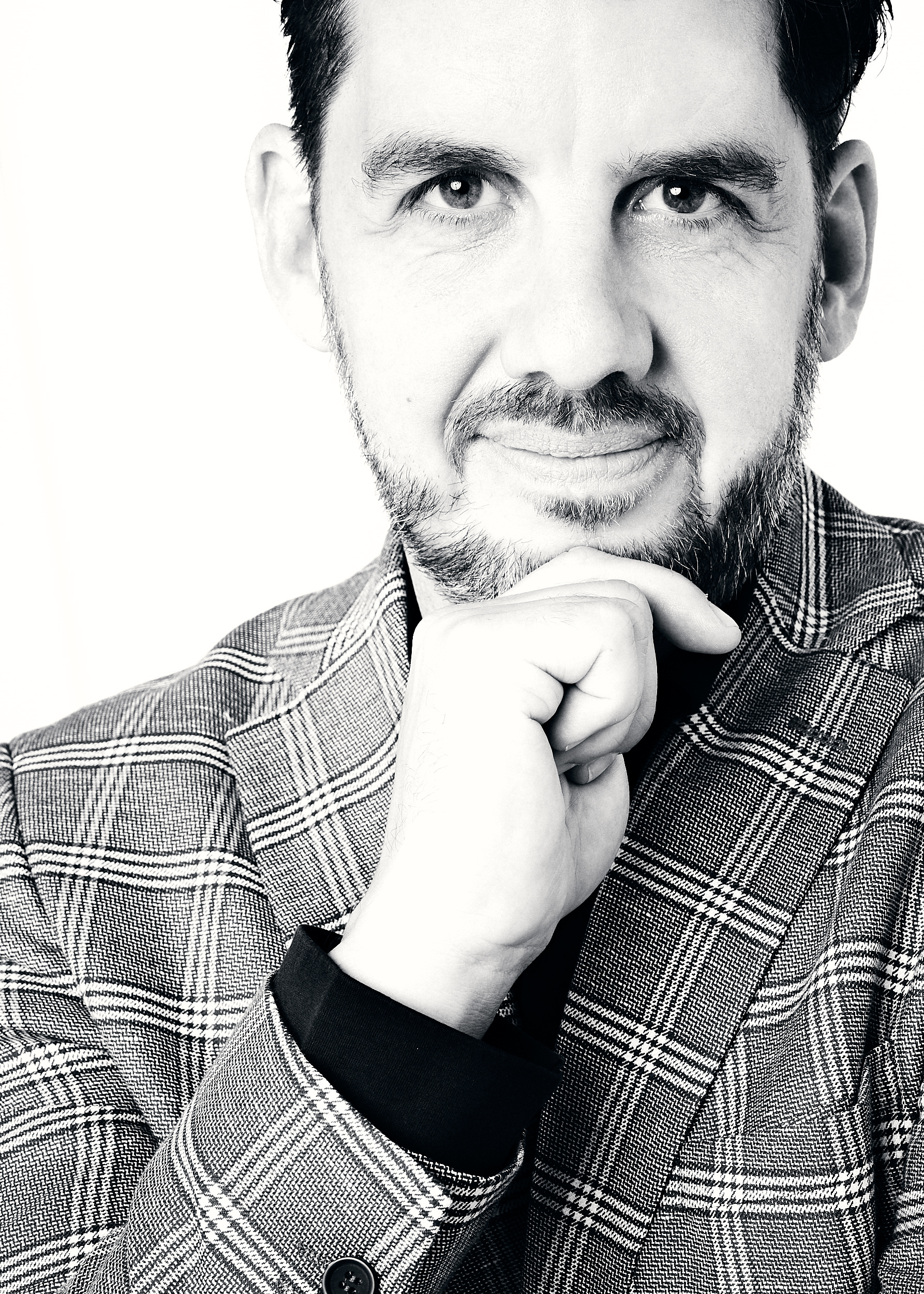
Christoph Kuch

Christoph Kuch (* 27. Februar 1975 in Nürnberg) ist ein deutscher Mentalist, Autor und Redner.

## Leben
Christoph Kuch beschäftigt sich bereits seit frühester Jugend mit dem Thema Zauberei und Magie. Als Schlüsselerlebnis nannte er die Show Stars in der Manege vom 31. Dezember 1980, als Rainer Werner Fassbinder die Schauspielerin Hanna Schygulla schweben ließ.
Nach seinem Abitur studierte er Zahnmedizin und Betriebswirtschaftslehre an der Friedrich-Alexander-Universität Erlangen-Nürnberg.
Mit seiner Familie lebt er in der Nähe von Nürnberg.

## Karriere
2011 wurde Kuch Deutscher Meister der Zauberkunst im Bereich Mentalmagie.
Im Jahr 2012 gewann er die Weltmeisterschaft der Zauberkunst in der Sparte Mentalmagie, wobei er sich gegen 160 Konkurrenten aus 26 Ländern durchsetzte. Anschließend erhielt er von der US-amerikanischen Academy of Magical Arts die Möglichkeit, eine Woche lang im renommierten Magic Castle aufzutreten.
2021 war Christoph Kuch Teil der US-amerikanischen TV-Show „Penn & Teller: Fool Us“ der beiden Zauberkünstler Penn & Teller, denen es nicht gelang, herauszufinden, wie Kuchs Trick funktionierte. Damit gewann er ein Engagement in Las Vegas.
Mit seinen Bühnenshows Ich weiß. und Macht verrückt tourt er aktuell durch die deutschsprachige Theaterwelt, wird von Firmen für Galas sowie Events gebucht und hält Vorträge auch in Englisch. Seine Auftritte führen den Mentalisten durch das gesamte Bundesgebiet, Europa, USA und Australien.
Seit 2014 tritt Kuch regelmäßig als Gastkünstler auf der Europa (Schiff, 1999) und Europa 2 der Hapag-Lloyd Cruises auf.
Zudem ist er Gast in Talkshows und anderen Fernsehsendungen wie TV total, NDR Talkshow, Pelzig hält sich, stern TV  oder DAS!.

## TV-Shows (Auszüge)
- NDR Talkshow (NDR, 2012)
- Pelzig hält sich (ZDF, 2013)
- Stefan Raab – TV total (PRO 7, 2014)
- stern TV (RTL, 2015)
- It’s Showtime – Das Battle der Besten (Sat.1, 2017)
- stern TV (RTL, 2017)
- Penn & Teller: Fool Us (ITV (Fernsehsender), 2021)

## Werk
- Sei nicht abergläubisch, das bringt Unglück!: die Psychologie des Unglaublichen (zusammen mit Florian Severin), Droemer Knaur, München 2014, ISBN 978-3-426-78692-5